# Cmentarz wojenny nr 309 – Trzciana
Cmentarz wojenny nr 309 – Trzciana – cmentarz z I wojny światowej znajdujący się we wsi Trzciana w województwie małopolskim, w powiecie bocheńskim, w gminie Trzciana. Jest jednym z 400 zachodniogalicyjskich cmentarzy wojennych zbudowanych przez Oddział Grobów Wojennych C. i K. Komendantury Wojskowej w Krakowie. W okręgu bocheńskim cmentarzy tych jest 46.

## Historia
Pochowano tutaj żołnierzy armii rosyjskiej, austro-węgierskiej i pruskiej, którzy zginęli w walkach na okolicznych terenach na początku grudnia 1914 w czasie operacji limanowsko-łapanowskiej. Żołnierze rosyjscy armii gen. Radko-Dmitrijewa wkroczyli do Trzciany 26 listopada 1914 konfiskując ludziom wszystko, co było im potrzebne: bydło, konie, żywność, paszę dla koni. W Trzcianie przebywali tylko kilka dni. Na wieść o zbliżających się oddziałach armii austriackiej i niemieckiej zajęli obronne pozycje na paśmie wzgórz Leszczyna – Rajbrot. Do Trzciany wkroczyły wojska austriackie, które ewakuowały ludność. Przez kilka dni trwały walki. Sprzymierzone wojska austriacko-niemieckie ostatecznie odniosły sukces, wypierając Rosjan dalej na wschód. Bardzo podniosło to morale wojska austriacko-węgierskich, gdyż operacja limanowsko-łapanowska była pierwszym ich sukcesem po paśmie porażek. W walkach tych obydwie strony poniosły wielkie straty i w okolicach znajduje się wiele cmentarzy wojennych. Ogółem na obydwu kwaterach cmentarza pochowano:
- 53 żołnierzy armii niemieckiej 217, 218 i 219 rezerwowego pułku piechoty i 47 sambijskiej kompanii pionierów,
- 36 żołnierzy armii austro-węgierskiej z 30 i 58 pułku piechoty należących do 30 dywizji piechoty.
- 97 żołnierzy armii rosyjskiej

Zidentyfikowano 39 żołnierzy.

## Opis cmentarza
Cmentarz składa się z dwóch kwater: górna ma powierzchnię 97 m², dolna 185 m². Obydwie znajdują się na cmentarzu parafialnym w Trzcianie, przy drodze łączącej Trzcianę z Leszczyną, powyżej skrzyżowania z boczną drogą. Obydwie kwatery oparte są na planie prostokąta i obsadzone są 8 dębami. Dęby te są pomnikami przyrody. Ogrodzenie kwater stanowi niski mur i masywne betonowe słupki połączone żeliwnymi rurami.
Kwatera dolna
Wejście od głównej alei do cmentarza wojennego zamknięte jest dwuskrzydłową, niską, żelazną furtką. Na przeciwległym do furtki boku ogrodzenia znajduje się ściana pomnikowa z tablicą inskrypcyjną i dwoma żeliwnymi krzyżami maltańskimi z wieńcami laurowymi. Występuje kilka rodzajów nagrobków: betonowe stele z żeliwną tablicą inskrypcyjną, nagrobki ziemne z żeliwnymi ażurowymi krzyżami oraz nagrobki ziemne z krzyżami z płaskich prętów. Na grobach żołnierzy rosyjskich umieszczono krzyże lotaryńskie, na pozostałych krzyże łacińskie. Pochowano tu 97 żołnierzy armii rosyjskiej, 38 żołnierzy armii niemieckiej i 20 z armii austro-węgierskiej. Zidentyfikowano 16.
Kwatera górna
Główny element stanowi dwuspadowa ściana pomnikowa z krzyżem maltańskim i tablicą inskrypcyjną, na której znajduje się napis w języku niemieckim. W tłumaczeniu na język polski oznacza on: ""Przybyliśmy z szarości dnia powszedniego, a przekroczyliśmy próg życia ukoronowani wawrzynem". W obrębie kwatery znajdują się 9 ziemnych nagrobków z żeliwnymi krzyżami maltańskimi. Na nagrobkach umieszczone są żeliwne krzyże z owalną tabliczką na skrzyżowaniu ramion. Oprócz tego jest jeszcze jedna betonowa stela z tablica inskrypcyjną. W tej kwaterze pochowano 16 żołnierzy armii austriacko-węgierskiej i 15 z armii niemieckiej. Zidentyfikowano 13. 
Nagrobek podch. Łukasiewicza
W obrębie dolnej kwatery znajduje się nagrobek pchor. Łukasiewicza, który poległ w wojnie obronnej w 1939. Jest to ziemny nagrobek i głaz z tablicą inskrypcyjna, na której znajduje się napis: "Ś.p. Tu spoczywa/ podch. Łukasiewicz/ który poległ w walce/ o polską ziemie/ z hitlerowskim najeźdźcą/ w dniu 5 IX 1939 r./ Cześć i chwała/ bohaterom września/ młodzież/Szkoły Podstawowej w Trzcianie/ w 30 lecie PRL”. 

## Losy cmentarza
W okresie Polski międzywojennej cmentarz jako nowy był jeszcze w dobrym stanie. Po II wojnie ranga cmentarza w świadomości społeczeństwa i ówczesnych władz zmalała, przybyły bowiem nowe, świeższe cmentarze i dramatyczne historie nowej wojny. Młodzież szkolna uporządkowywała cmentarz przed dniem Wszystkich Świętych i zapalała znicze, jednak cmentarz ulegał w naturalny sposób niszczeniu przez czynniki pogody i roślinność. Dopiero od lat 90. zaczęto bardziej dbać o cmentarze z I wojny światowej. W 1993 cmentarz został wciągnięty na listę zabytków nieruchomych. W 2001 gmina Trzciana wykonała kapitalny remont cmentarza, w 2010 dokonano zabiegów konserwacyjnych przy dębach. Corocznie w październiku młodzież szkolna organizuje rajd szlakami cmentarzy I wojny światowej. W gminie Trzciana akcję tę zainicjował Tadeusz Olszewski, nauczyciel gimnazjum.

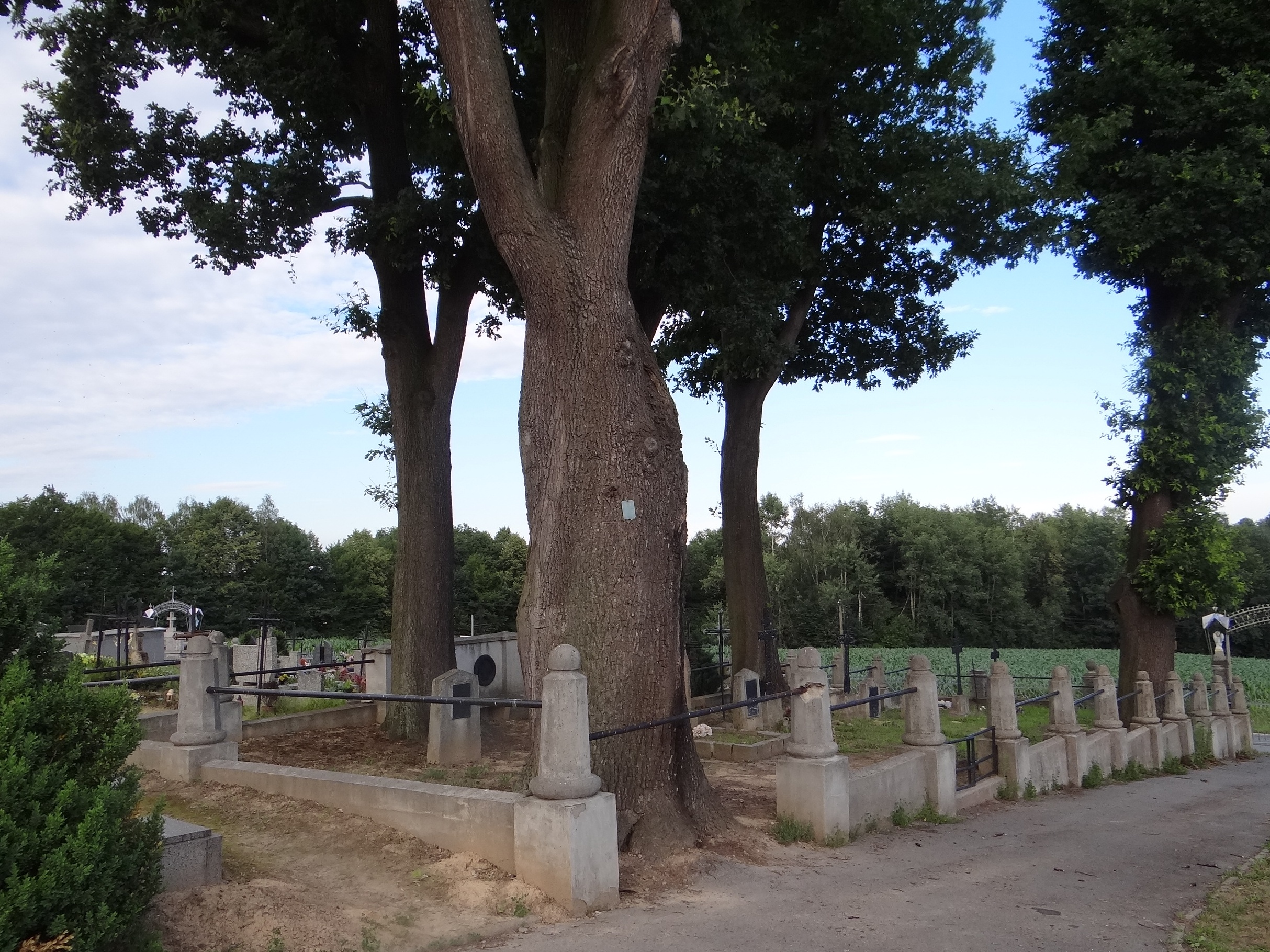
Dolna kwatera cmentarza
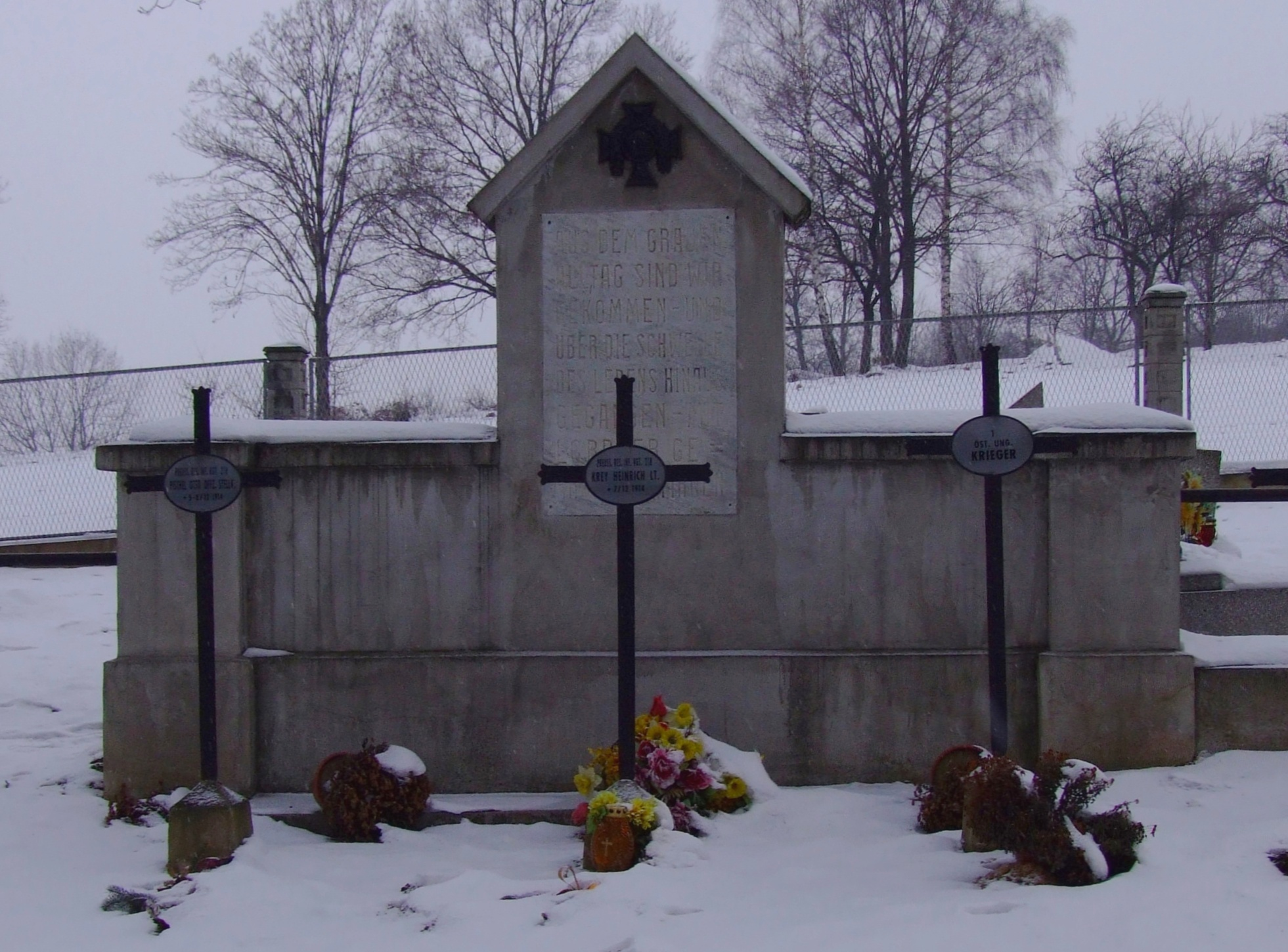
Ściana z tablicą inskrypcyjną
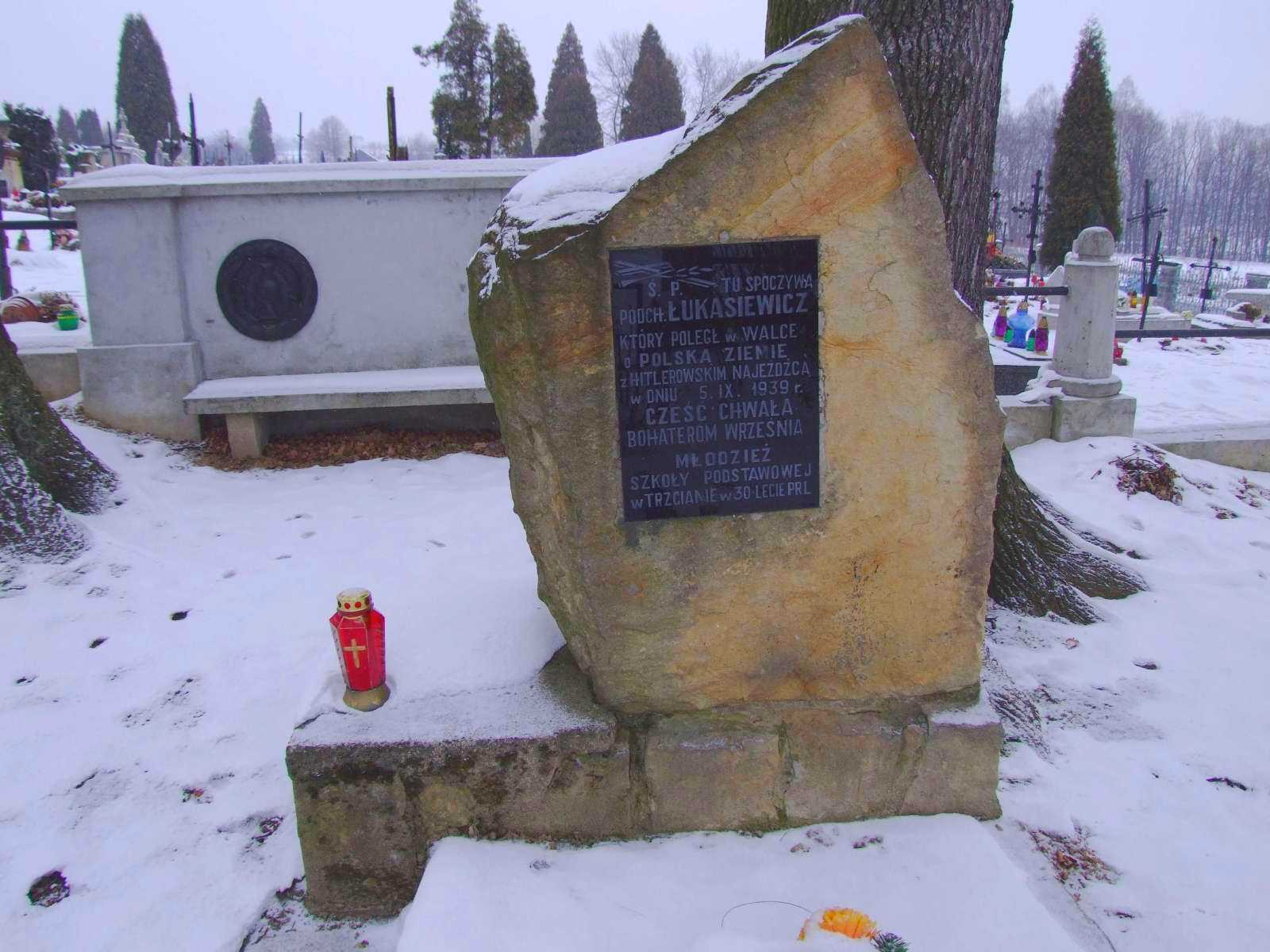
Nagrobek podch. Łukasiewicza
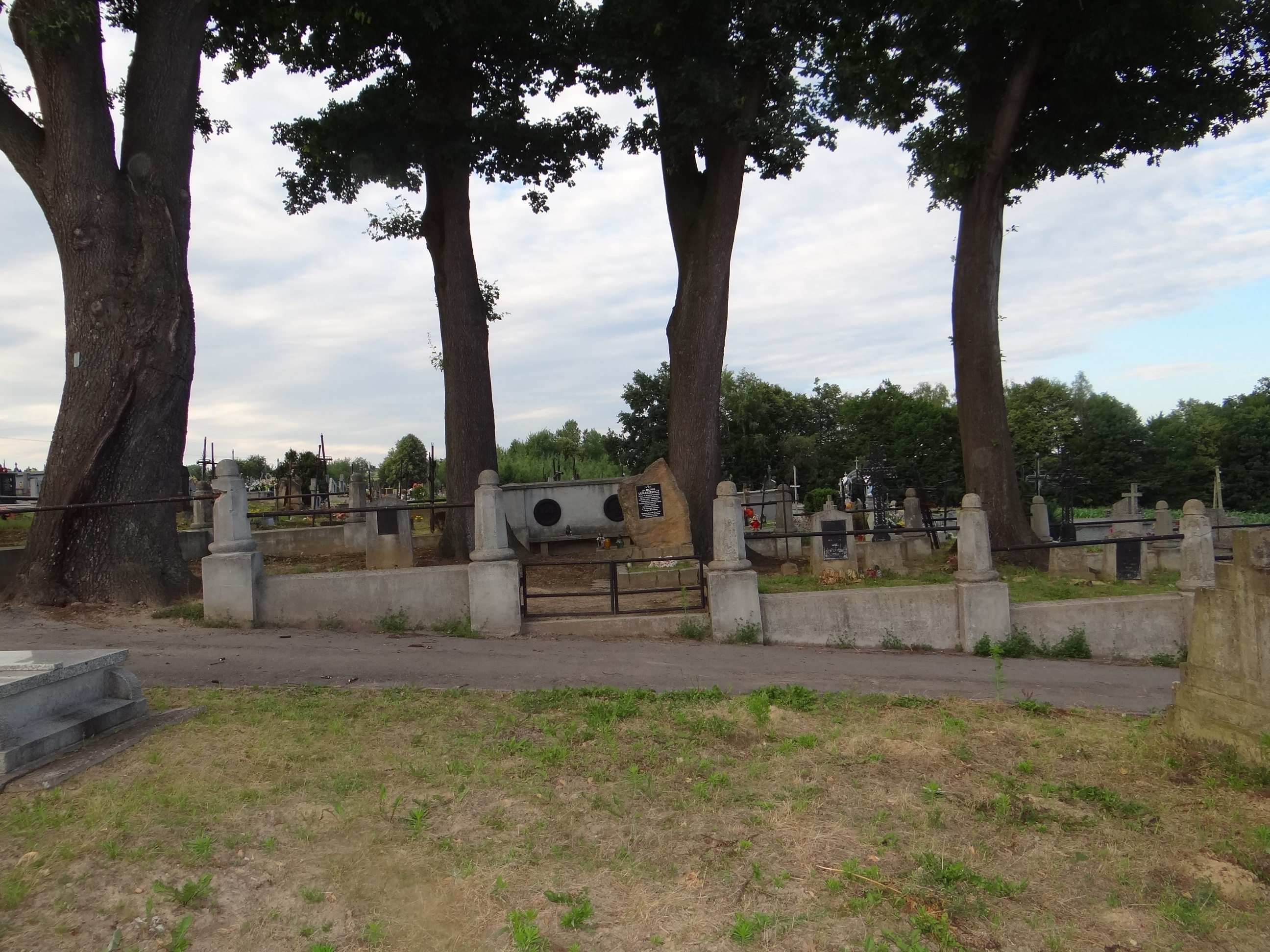
Kwatera dolna
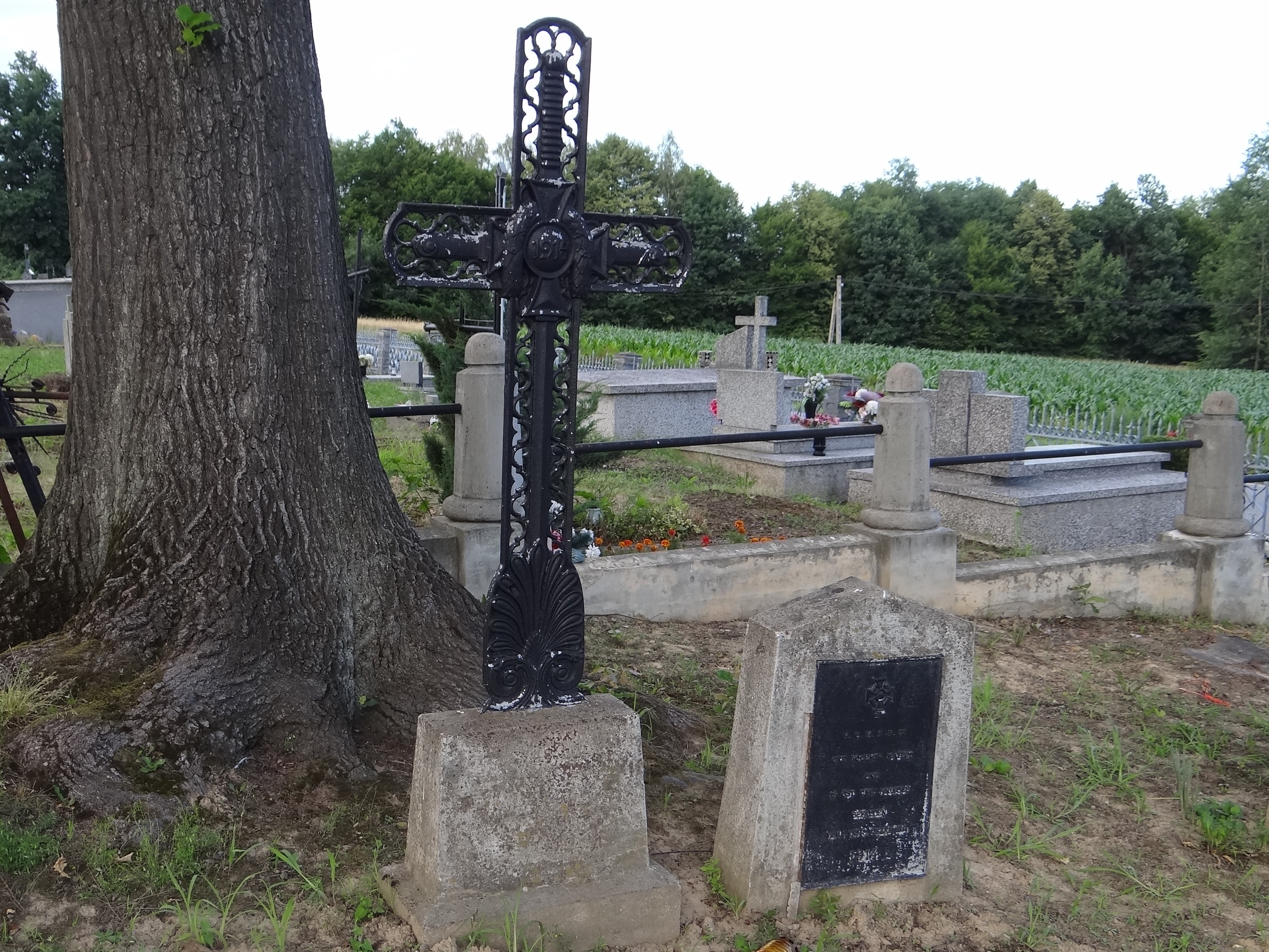
Górna kwatera